# Иван Вазов (улица в Пловдив)
Вижте пояснителната страница за други значения на Иван Вазов.
Улица „Иван Вазов“ е основна улица в централната част на град Пловдив. Тя свързва площад „Централен“ с Централната железопътна гара в града и е първата модерна улица на Пловдив. До 1920 г. улицата е носила името „Станционна“.

## История
През 1870-те по време на изграждането на Пловдивската гара е проектирана улица, която води от жп гарата до оформящия се нов градски център на града. Тя е проектирана по европейски образец – с модерни сгради и доста широка за времето си от западни архитекти на служба към Османската империя. Гарата, открита през лятото на 1873-та, била известна като Станцията. Оттук идва първото име на улицата – „Станционна“. Първата къща по улицата е вдигната към 1874 г. от италианския търговец Дамазо Такела. Резиденцията за пашата, управител на жп гарата, е била построена на улицата. По-късно в сгради по улицата и нейните пресечки се установяват консулствата на Холандия, Белгия, Испания, Великобритания и Франция. През 1899 г. в пряка на улицата е построен Френският девически колеж „Св. Йосиф“. По-късно са построени Немското училище (известно като „Дойче шуле“) и Италианската кралска гимназия „Виторио Алфиери“.
През 1908 г. при посещението си в Пловдив във връзка с Независимостта на България, цар Фердинанд е посрещнат от официалните пловдивски власти с изградена за случая триумфална арка на улицата до всеоще незавършения Военен клуб. През 1910 г. улицата е залесена с чинари.
През ноември 1920 г. по време на честването на 50-ия си творчески юбилей поетът Иван Вазов посещава Пловдив. Той е посрещнат на централна гара. Колесницата му минава по улица „Станционна“ сред шпалир от многобройни посрещачи. Когато шествието достига до Военния клуб, на поета е съобщено, че улицата вече ще носи неговото име по предложение направено от пловдивския общественик Недко Каблешков. Признателната пловдивска управа го удостоява с титлата „Почетен гражданин на Пловдив“ и му връчват диплома изписана собственоръчно от Харалампи Тачев – най-добрият декоратор на Пловдив.
През 1923 г. пловдивските тютюнотърговци Анастас Куцооглу, Димитър Кудоглу и др. с помощта на тогавашните пловдивски архитекти Камен Петков, Васил Търпоманов, Димитър Попов и др. построяват модерни за времето си тютюневи складове. Това са фабрични сгради със специфичен архитектурен образ, разположени на улицата или в пресечките около нея. През 1928 г. е монтирано електрическо осветление, което я прави първата улица с такова осветление в Пловдив.
През 1972 г. на улицата започва изграждането на нова сграда на Народната библиотека „Иван Вазов“.

## Описание
На улицата се намират:
- Военния клуб
- Градска концертна зала в бившия Партиен дом
- Средно училище „Св. Патриарх Евтимий“
- Национално училище за музикално и театрално изкуство
- Административен съд Пловдив
- Народната библиотека „Иван Вазов“
- Многопрофилна болница за активно лечение „Свети Мина“ (МБАЛ „Свети Мина“)
- Диагностично-консултативен център 6 (ДКЦ 6)
- Кръговото на гарата

## Интересни факти
- Говори се, че улицата е застлана с каменни блокове заради калните ботуши на Цар Фердинанд, който бил посрещнат за деня на Независимостта през 1908 г. и здраво се оцапал минавайки по улицата от гарата до Военния клуб.[5]
- През 1939 година цялото правителство на България минало пеша по улица „Иван Вазов“.
- Днес на улицата има десетки обувни магазини.

## Галерия
- Улица Иван Вазов
- Военния клуб
- Народната библиотека „Иван Вазов“
- Училище за музикално и танцово изкуство „Добрин Петков“
- Изглед от улицата